# Шуховська вежа (Миколаїв)
Шуховська вежа в Миколаєві — водонапірна вежа, виконана за проєктом інженера Володимира Шухова і вперше в світі встановлена та використана в системі міського водопостачання — у Миколаєві. Збудована в 1906-1907 роках за сприяння організатора виробництва і промислового магната Іоакима Каннегісера неподалік його дому.
Була побудована 1907 року та працювала до 1944 року, коли була підірвана німецькими військами, що відступали. Після визволення Миколаєва вежа була успішно відновлена. Використовувалася до середини 1958 року, поки не ввели в дію Інгулецький водогін. Нині вежа має статус пам'ятки історії та культури місцевого значення.

## Попередні проєкти

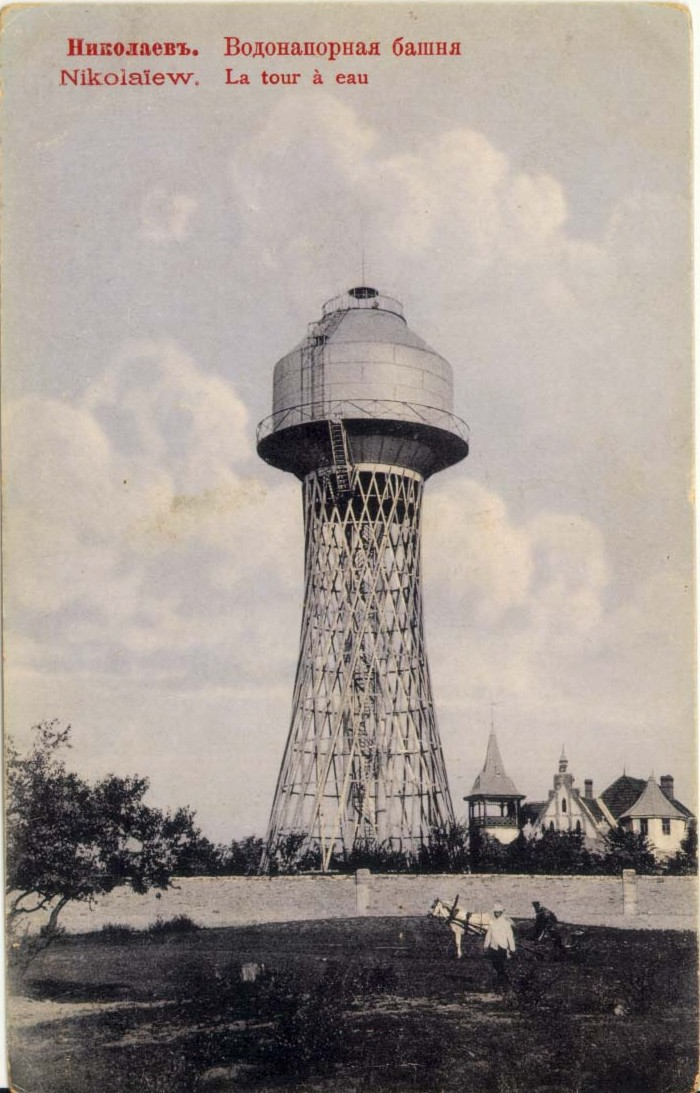
Шуховська вежа на листівці

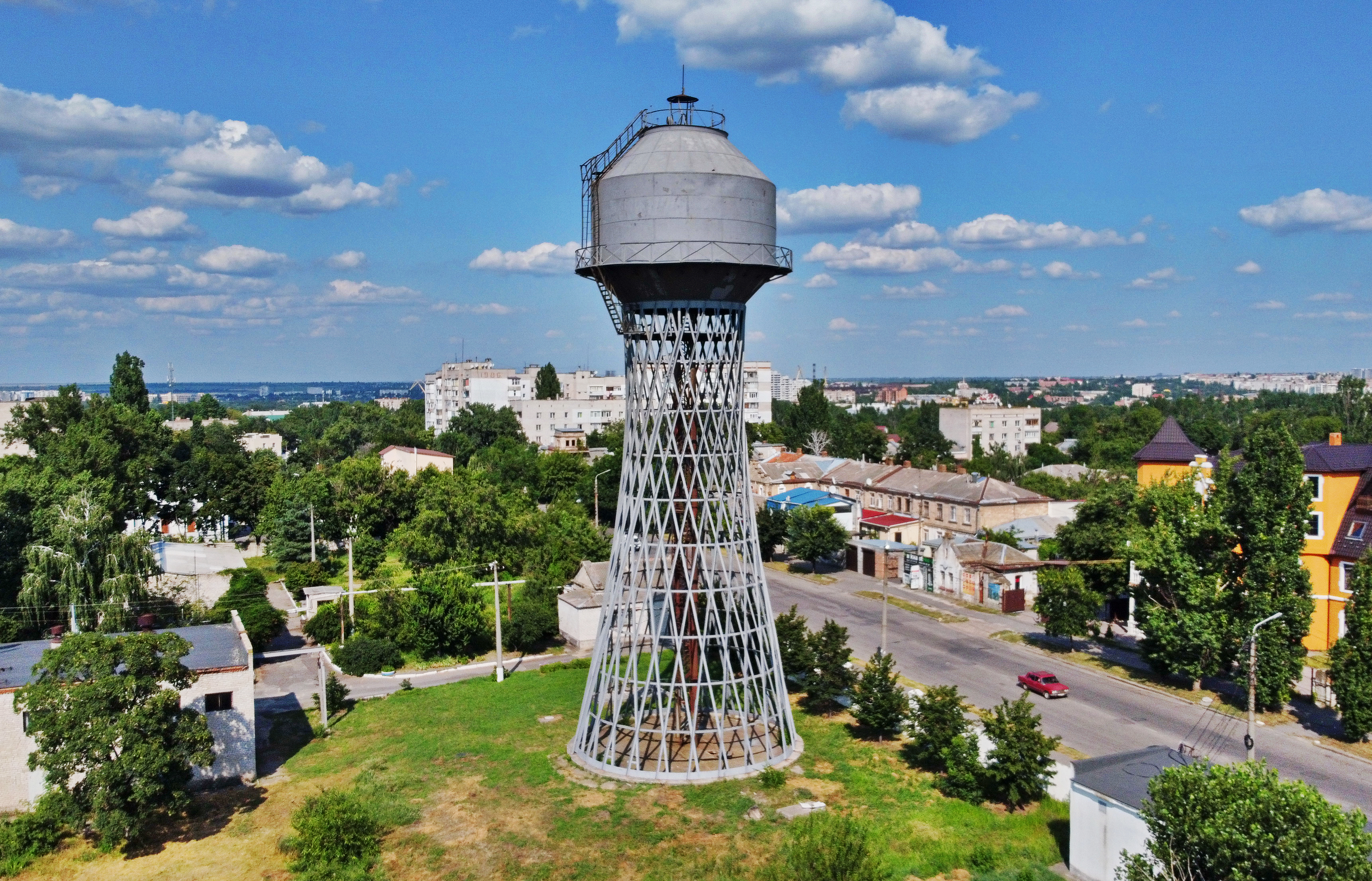
Шуховська вежа, 2021 рік

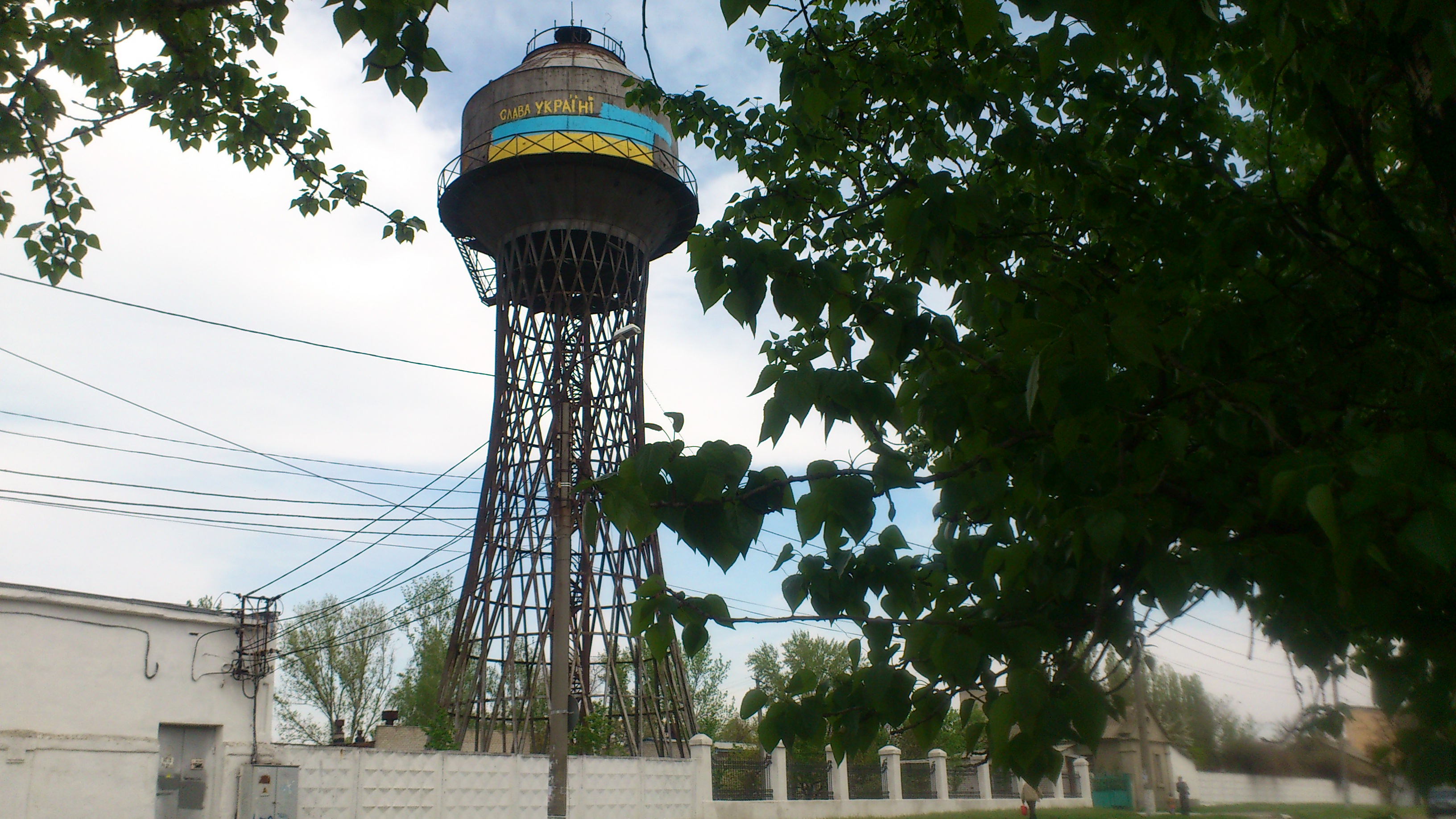
Вежа Шухова в Миколаєві у квітні 2014, у верхньому правому куті зафарбований популярний напис про Путіна

### Проєкт Віктора Вебера
Питання про будівництво водонапірної башти в Миколаєві виникло ще в липні 1904 року, перший проєкт якої належав Віктору Веберу, автору миколаївського водопроводу та каналізації, частково — секретарю Водопровідної комісії інженеру Л. Роде.
Проєкт являв собою зрівняльну наземну вежу-резервуар, яка повинна була входити до складу об'єктів системи міського водопостачання, що охоплювала мережу колодязів, обладнаних сучасними насосами, відстійники, а також водопровідну мережу загальною протяжністю 75,74 км. За проєктом, бетонне вмістище з корисною ємністю близько 530 тисяч відер (651 м³) повинно було знаходитися на рівні землі, звідки вода подавалася б створюваним тиском центральної парової насосної станції в мережу.
Згідно з розрахунками Вебера, загальна вартість проєкту становила 146 235 рублів, не враховуючи витрат на придбання ділянки землі в районі колишнього Велосипедного треку по Католицькій вулиці. Водопровідна комісія визнала цю суму зависокою, внаслідок чого був проведений конкурс із проєктування і виготовлення іншого залізобетонного об'єкта.

### Інші проєкти
Серед великого числа вітчизняних та закордонних виробників переможцем оголошених торгів стала Одеська артіль десятників, однак її проєкт був визнаний невигідним. Водночас, тоді ж були змінені вимоги до споруди, а також проєкт мереж, внаслідок чого значно збільшився кошторис. У травні 1906 року були оголошені повторні торги, але охочих взяти участь не виявилося. Серед тих, хто міг побудувати башту з каменю чи цегли із загальним кошторисом не більше 40 тисяч рублів, були Завод Фіцнера та Гампера у Сосновіцах (36 тисяч), якесь Анонімне товариство (29 тисяч), деякі миколаївські заводи.
Пізніше у членів водопровідної комісії виникла ідея про будівництво металевої вежі, яка б виконувала завдання не зрівняльної, а водонапірної, до того ж збільшення корисної ємності якої з 30 до 50 тисяч відер, могло значно вплинути на заощадження коштів. Виробникам було запропоновано представити водопровідній комісії найдешевший проєкт згідно з новими вимогами. Найцікавіше тільки починалося.

## Проєкт Шухова
Найвигіднішим виявився проєкт Володимира Шухова, інженера московського заводу В. Барі, кошторисна вартість якого становила 25 200 рублів. Деякі з голосних міської думи дорікали членам комісії, що ті не розглянули комерційні пропозиції миколаївських виробників, хоча кошториси місцевих виробників були досить високими. Голосні відзначали, що в разі виникнення проблем з використанням обладнання, буде складніше спілкуватися з московськими виробниками, ніж з миколаївськими. Попри деякі суперечки, все-таки було прийнято рішення про будівництво водонапірної башти за проєктом В. Шухова.
Відмінною особливістю проєкту вежі Шухова було те, що вона була в 12 разів легше інших, а її вага — менше тієї води, яку вона вміщала. Остаточна вартість проєкту, що передбачав будівництво огорожі та кам'яного будинку для сторожа, становила 35 638 рублів 99 копійок. Місце встановлення водонапірної башти змінили: з Католицької вулиці її перенесли на Кур'єрську, в район колишнього заводу Уманського (нині — вулиця Рюміна). Таке близьке розташування до міських джерел скоротило довжину магістральних напірних труб між колодязями і вежею, значно здешевлюючи весь проєкт.

## Будівництво
Згідно з угодою, московський завод В. Барі зобов'язався виконати замовлення не пізніше, ніж через п'ять місяців після його підписання. Після трьох з половиною місяців завод повинен був доправити до Миколаєва у розібраному вигляді будку (або платити штраф за кожен прострочений день). В угоді було зазначено, що після побудови вежі завод несе відповідальність за всі несправності протягом наступних двох років. У разі форс-мажорних обставин завод мав би внести суму в розмірі 10% від загальної вартості башти. За спорудження вежі місто зобов'язалося виплатити половину вартості тільки після побудови фундаменту, доправлення самої башти в розібраному вигляді на місце, а за тиждень після самого встановлення — залишок суми.
У жовтні 1906 року почалися роботи з будівництва кам'яних підвалин під основне опірне кільце вежі. Металеві конструкції підвозили з Москви. Звідти ж приїхали і клепальники, які, по суті, виконали всю роботу. Зрештою, спочатку скелет споруди збирався на болтах, які після закінчення збирання замінили на заклепки. Установка вежі закінчилася в січні 1907 року. Незабаром після цього був зібраний і пофарбований найбільший у світі резервуар системи Інтце для води з необхідними трубами. 15 березня 1907 року водонапірна башта була приєднана до миколаївської водопровідної мережі, що, насправді, стало початком застосування цієї споруди. Цікаво знати, що саме ця вежа з-поміж усіх інших фотографувалася на всіх етапах свого будівництва, що через сто років стало особливим історичним свідченням. Водночас, на спорудженні, яким керував миколаївський інженер М. Чумаков, міг бути присутнім і сам В. Шухов, який бував на будівництві Аджигольського маяку під Херсоном.

## Будова вежі
Висота башти становить 25,6 метрів, з баком — 32 метри, а обсяг вмістища — 50 тисяч відер (615 м³). Для міцності залізні куточки, з яких складено каркас башти, укріплені дев'ятьма горизонтальними кільцями. У місцях взаємного перетину всі 48 кутів і поперекові кільця склепані між собою. Усередині остова знаходиться гвинтові металеві сходи, а навколо башти — металевий балкон.
Робота водонапірної башти забезпечувалася необхідною кількістю води, що подавалася з колодязів під номерами 2, 3, 3-bis, які працювали в безперервному режимі. Напірні чавунні труби від колодязів з'єднувалися у фундаментній кам'яній галереї під вежею в одну напірну 12-дюймову трубу, яка йшла до бака, а розвідна залізна труба від нього розгалужувалася в галереї на три напрямки водопровідної мережі. Перша йшла в бік Кур'єрської вулиці, друга — на Кур'єрський провулок, а третя використовувалася для зливу води із бака. У самій галереї, довжина якої становила 26,5 метра, містилися засувки, які давали можливість від'єднувати вежу на випадок промивки або ремонту бака. Там же було встановлено водомір марки «Вольтман».
Рівень води в баку контролювався приладами, встановленими на башті, в сторожовій будці і на електричній станції, яка живила насоси колодязів, потужність яких значно збільшилася навесні 1907 року, із заміною їх на марку «Вортінгтон». Водночас, споруду було обладнано пневматичним гідрометром, контрольним манометром, електричним сигналізатором фірми «Л. М. Еріксон і Ко». Миколаївська водонапірна башта мала найбільший резервуар системи Інтце серед всіх інших веж водопроводів Російської імперії, не вимагала опалення, вода різних криниць циркулювала в ній природним способом, а рівень води автоматично контролювався на центральній освітлювальній електричній станції.

## Сьогодення
У травні 2013 р. силами МКП «Миколаївводоканал» проведено відбудову території біля вежі, у підсумку чого відновлено металеві ґрати, полагоджено самобутній паркан, а також висаджено першу у світі алею імені В. Г. Шухова, що складається з грабів. У церемонії відкриття цієї алеї взяв участь президент Міжнародного фонду «Шуховська вежа» В. Ф. Шухов — правнук В. Г. Шухова[джерело?].

### Індустріальний туризм
Вежа є запитуваною історичною пам'яткою індустріального туризму.